# Rareș Enceanu
Rareș Enceanu (n. 5 august 1994, Zărnești, România) este un fotbalist român, care în prezent evoluează pentru CSA Steaua București.

## Cariera

### FC Brașov: 2006-2015
După 6 ani petrecuți la echipele de juniori ale Brașovului, Enceanu a făcut pasul la echipa mare în 2012, debutând pe data de 23 martie 2012 în Liga 1, într-o înfrângere, scor 0-1, împotriva Rapidului. În data de 6 aprilie, acesta a suferit o accidentare la coapsă, în timpul unei partide a echipei naționale de tineret, care avea să recidiveze peste doar 3 săptămâni, când acesta a fost titularizat contra celor de la Dinamo București, rezistând însă doar 6 minute în teren. În vara anului 2013, acesta a fost împrumutat pentru 6 luni în liga secundă, unde a evoluat pentru Unirea Tărlungeni în 13 partide, nereușind să marcheze. Acesta s-a întors la Brașov în ianuarie 2014, unde a mai evoluat timp de un an. În total, în 2 ani și jumătate petrecuți la Brașov (în afara împrumutului la Tărlungeni), acesta a evoluat în 25 de partide, marcând 2 goluri.

### Steaua București: 2015-2018
În ianuarie 2015, Rareș Enceanu a devenit primul transfer al Stelei din campania de achiziții de iarnă, campionii României plătind 200.000 de euro celor de la FC Brașov. Enceanu a debutat oficial la Steaua în data de 11 martie 2015, în returul semifinalelor Cupei Ligii, o partidă disputată contra Astrei Giurgiu, pierdută de roș-albaștrii, scor 0-2, însă tot steliștii au ajuns în finala Cupei, după ce câștigaseră partida tur cu scorul de 3-0. Enceanu are la activ și două prezențe în Liga 1 pentru Steaua, debutând în această competiție pe data de 16 mai 2015, într-o victorie, scor 3-2, chiar în fața fostei sale echipe, FC Brașov.
La Steaua, nu s-a impus și a fost împrumutat întâi la FC Voluntari, și apoi la înapoi la FC Brașov. În 2017, a intrat în conflict cu clubul, care insista să i se rezilieze contractul. În cele din urmă, Enceanu a fost declarat liber de contract în toamna lui 2018 și a semnat din această postură cu FC Argeș.

## Statistici
| Echipă            | Sezon        | Ligă    | Ligă   | Cupă    | Cupă   | Cupa Ligii | Cupa Ligii | Europa  | Europa | Altele  | Altele | Total   | Total  | Total |
| Echipă            | Sezon        | Meciuri | Goluri | Meciuri | Goluri | Meciuri    | Goluri     | Meciuri | Goluri | Meciuri | Goluri | Meciuri | Goluri |       |
| ----------------- | ------------ | ------- | ------ | ------- | ------ | ---------- | ---------- | ------- | ------ | ------- | ------ | ------- | ------ | ----- |
| Brașov            | 2011–12      | 2       | 0      | 0       | 0      | -          | -          | -       | -      | -       | -      | 2       | 0      |       |
| Brașov            | 2012–13      | 6       | 2      | 1       | 0      | -          | -          | -       | -      | -       | -      | 7       | 2      |       |
| Brașov            | 2013–14      | 2       | 0      | -       | -      | -          | -          | -       | -      | -       | -      | 2       | 0      |       |
| Brașov            | 2014–15      | 15      | 0      | 1       | 0      | -          | -          | -       | -      | -       | -      | 16      | 0      |       |
| Total             | Total        | 25      | 2      | 2       | 0      | -          | -          | -       | -      | -       | -      | 27      | 2      |       |
| Unirea Tărlungeni | 2013–14      | 13      | 0      | 1       | 0      | -          | -          | -       | -      | -       | -      | 14      | 0      |       |
| Total             | Total        | 13      | 0      | 1       | 0      | -          | -          | -       | -      | -       | -      | 14      | 0      |       |
| Steaua București  | 2014–15      | 1       | 0      | 0       | 0      | 2          | 0          | -       | -      | -       | -      | 3       | 0      |       |
| Total             | Total        | 2       | 0      | 0       | 0      | 2          | 0          | -       | -      | -       | -      | 3       | 0      |       |
| Career Total      | Career Total | 40      | 2      | 3       | 0      | 2          | 0          | -       | -      | -       | -      | 45      | 2      |       |

Statistics accurate as of match played 20 mai 2015

## Trofee

### Club
- Steaua București:
  - Liga I: 2014-2015
  - Cupa României: 2014-15
  - Cupa Ligii: 2014-2015, 2015-2016